# Saropogon londti
Saropogon londti là một loài ruồi trong họ Asilidae. Saropogon londti được Parui miêu tả năm 1999. Loài này phân bố ở miền Ấn Độ - Mã Lai.